# Elphos scolopaiea
Elphos scolopaiea är en fjärilsart som beskrevs av Moore 1884. Elphos scolopaiea ingår i släktet Elphos och familjen mätare. Inga underarter finns listade i Catalogue of Life.